# Beate Prettner
Beate Prettner (* 16. April 1965 in Klagenfurt am Wörthersee) ist eine österreichische Gynäkologin und Politikerin (SPÖ). Prettner ist seit 2010 Landesrätin in Kärnten.

## Leben
Prettner vertrat von 21. März 2004 bis 12. April 2010 die SPÖ im Kärntner Landtag, wo sie Mitglied im Ausschuss für Familie, Soziales, Gesundheit, Generationen und Sport sowie im Unvereinbarkeitsausschuss war. Als ihre politischen Schwerpunkte bezeichnet sie die Themen Soziales sowie Familien- und die Gesundheitspolitik. Prettner ist Gesundheits-, Sozial-, Familien- und Jugendsprecherin des SPÖ-Landtagsklubs. Bei der Landtagswahl 2009 kandidierte Prettner auf Platz 2 im Bezirk Villach und auf Platz 13 der Landesliste.
Von 2010 bis 2013 war Beate Prettner als Landesrätin für Umwelt, Energie und Frauen in der Landesregierung Dörfler II tätig.
Ab dem 28. März 2013 war sie Erste Landeshauptmann-Stellvertreterin in der Landesregierung Kaiser I bzw. Kaiser II und Landesrätin für Gesundheit, Spitäler, Soziales, Senioren, Frauen und Jugend.
In der Landesregierung Kaiser III folgte ihr im April 2023 Gaby Schaunig als Erste Landeshauptmannstellvertreterin nach, Prettner blieb Landesrätin für Gesundheit, Krankenanstalten und Pflege sowie den Tierschutz.
Prettner ist Mutter dreier Töchter. Sie lebt in Maria Gail.